# Quett Masire
Quett Ketumile Joni Masire (ur. 23 lipca 1925 w Kanye w Beczuanie, zm. 22 czerwca 2017 w Gaborone) – botswański polityk. Prezydent Botswany od 13 lipca 1980 do 31 marca 1998.

## Życiorys
Wykształcenie zdobywał w Tiger Kloof College w Afryce Południowej. Po powrocie do rodzinnego miasta podjął się pracy dziennikarza. Był członkiem Rady Plemiennej Bangwaketse, a od 1961 wchodził w skład nowo wybranej Rady Legislacyjnej. Był jednym z najbliższych współpracowników pierwszego prezydenta Botswany Seretse Khamy. Obaj byli głównymi twórcami Demokratycznej Partii Botswany (BNP) w 1962. W 1965 Khama został premierem rządu autonomicznego, zaś Quett Masire - wicepremierem. Po uzyskaniu niepodległości przez Botswanę w 1966 Khama został prezydentem, a Masire objął urząd wiceprezydenta, który sprawował do 1980. Ściśle współpracował z Khamą, by ustanowić w Botswanie stabilną demokrację z organizowanymi co 5 lat wyborami prezydenckimi i parlamentarnymi. Po śmierci Khamy, w lipcu 1980, został prezydentem kontynuując politykę poprzednika polegającą na rasowej tolerancji i wykazując neutralność podczas naruszania granic przez południowoafrykańską armię, która ścigała partyzantów Afrykańskiego Kongresu Narodowego (ANC). Z urzędu ustąpił w 1998 i przeszedł na emeryturę. Jego następcą został Festus Mogae z Demokratycznej Partii Botswany. 